# Soyouz TM-16
Soyouz TM-16 est un vol avec équipage du vaisseau spatial russe Soyouz, lancé le 24 janvier 1993.

## Équipage
Décollage :
- Gennadi Manakov (2)
- Alexander Poleshchuk (1)

Atterrissage :
- Gennadi Manakov (2)
- Alexander Poleshchuk (1)
- Jean-Pierre Haigneré (1),  France

## Points importants

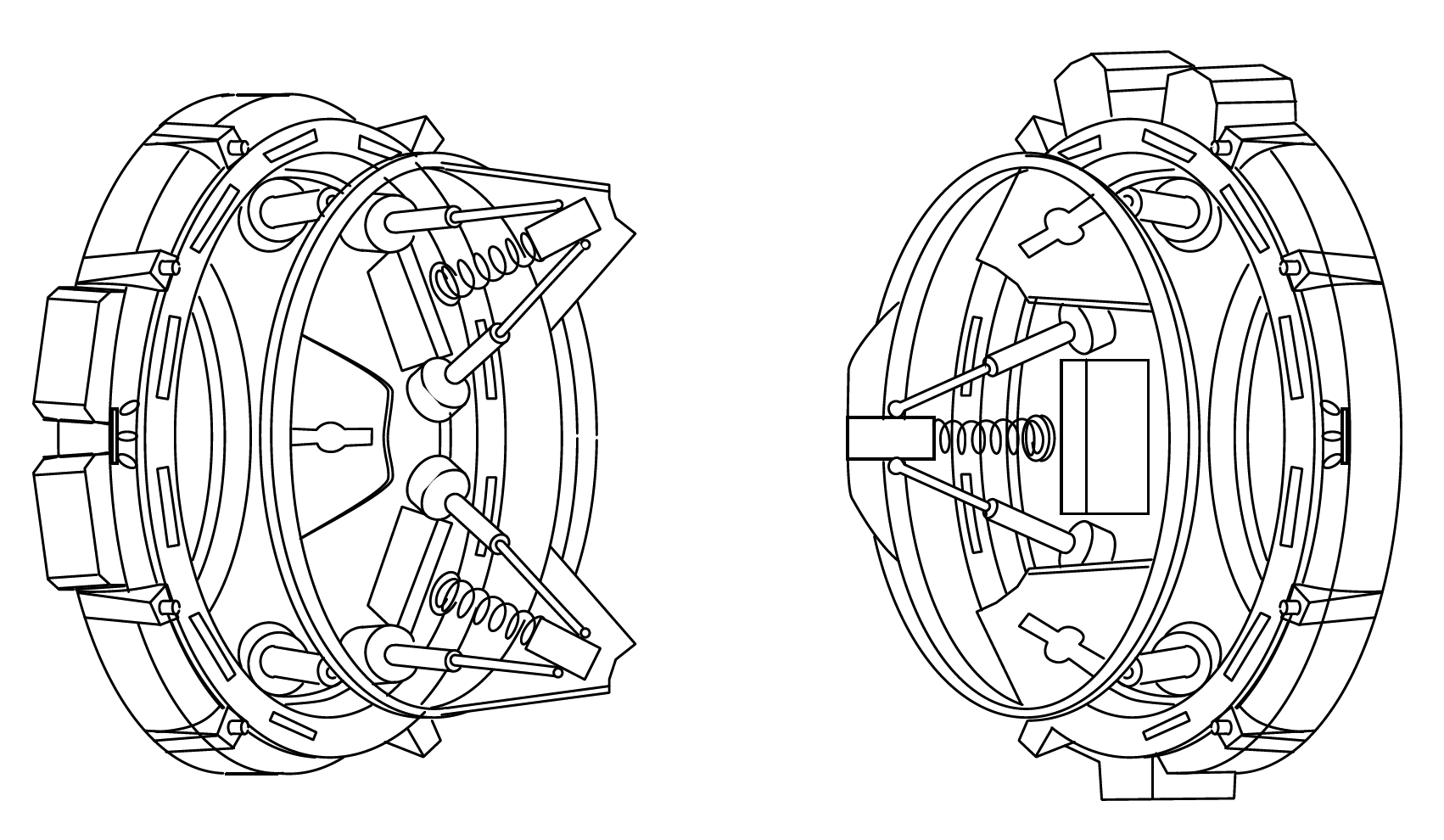
APAS-89

16e expédition vers Mir.
Utilisation d'un système d'arrimage APAS 